# Hyalonema polycoelum
Hyalonema polycoelum är en svampdjursart som beskrevs av Claude Lévi 1989. Hyalonema polycoelum ingår i släktet Hyalonema och familjen Hyalonematidae. Inga underarter finns listade i Catalogue of Life.